# Octotoma scabripennis
Octotoma scabripennis är en skalbaggsart som beskrevs av Guérin-Méneville 1844. Octotoma scabripennis ingår i släktet Octotoma och familjen bladbaggar. Inga underarter finns listade i Catalogue of Life.